# Isaac le Hollandais
Johannes Isaac Hollandus connu en français sous Isaac le Hollandais est un alchimiste flamand du XVe siècle.

## Biographie
Avec son fils J. Isaac, ils maitrisaient l'eau régale et analysaient l'esprit d'urine (ammoniaque) et les pierres précieuses. 
Ils laissent des écrits traduits du hollandais en latin :
- Tractatus de urina
- de Lapide philosophorum

Leurs écrits ont été utilisés par Paracelse, Robert Boyle et Jean Kunckel.
Pour Didier Kahn (de), les Hollandus père et fils sont probablement une mystification analogue à celle du prétendu Basile Valentin.